# Fearless (album de Marina Kaye)
Pour les articles homonymes, voir Fearless.
Albums de Marina Kaye
Homeless
(2014) Explicit
(2017)
Singles
1. Homeless
Sortie : 19 mai 2014
2. Sounds Like Heaven (Promotionnel)
Sortie : 11 mai 2015
3. Dancing With The Devil
Sortie : 27 juin 2015
4. Mirror, Mirror (Promotionnel)
Sortie : 7 septembre 2015
5. Freeze You Out
Sortie : 6 janvier 2016

Fearless est le premier album de Marina Kaye sorti le 18 mai 2015. Il inclut les titres du premier EP de la chanteuse : Homeless.

## Singles
Le premier single de l'album, Homeless est sorti le 19 mai 2014, soit un an avant Fearless. Il a rencontré un succès puisqu'il a atteint la 1re place du Top Singles en France et s'est bien classé en Belgique et en Suisse. 
Sounds Like Heaven en featuring avec Lindsey Stirling est sorti en tant que single promotionnel le 11 mai 2015 mais il fut un échec commercial en se classant seulement à la 134e place du Top Single en France. 
Dancing with the Devil est le 2e single issu de l'album. Sorti le 27 juin 2015, il réalise une performance dans les charts mitigée puisqu'il se positionne à la 57e place du Top Single en France. 
Le 3e single Mirror, Mirror est envoyé aux radios française en septembre 2015. Freeze You Out sort le 6 janvier 2016 et se classe à la 69ème place du Top Singles.

## Accueil

### Accueil commercial
En France, après avoir atteint la 1re place des téléchargements sur iTunes Fearless débute à la 3e place du Top Albums avec 16.118 copies dont une grande majorité en téléchargement. La semaine suivante, l'album prend la 5e position du Top Album avec 11.135 exemplaires vendu soit 27.253 au total. Le 6 juillet 2015, soit 1 mois et demi après sa sortie, Fearless devient disque de platine avec plus de 100.000 exemplaires vendu en  France. Début octobre, l'album fait un bond de la 32e à la 13e place dans le Top Albums permettant à Marina Kaye de faire son retour dans le Top 15.En mars 2016, l'album devient double disque de platine avec plus de 200 000 ventes. En mars 2017, l'album s'est vendu à environ 250 000 exemplaires.

### Accueil critique
L'album reçoit très majoritairement des critiques positives de la presse et du public à sa sortie.
Francois Alvarez de Music Story offre la note de 3.5 sur 5 et note que la chanteuse possède "une voix souple et profonde qui n'a effectivement rien à envier à celle des meilleures chanteuses pop rock de son époque" et qu'elle "sait captiver et faire naître l'émotion". Il souligne particulièrement Freeze You Out. Il critique cependant la "tendance à surjouer les émotions" de l'album et l'utilisation trop importante du piano dans la production. Selon lui, "il manque seulement à Fearless un petit grain de folie" pour "s'approcher plus de la perfection". Il rajoute que Marina Kaye "mérite le titre de révélation [de l'année] et le poids qui va avec".
Virgin Radio note que l'album est "sombre et profond" et qu'il "est un album pop marqué par une mélancolie assumée". Ils comparent cet album aux travaux de Adele ou Sia. Pour conclure, l'album est selon eux un "excellent premier album" et Marina Kaye est "une artiste qui a le potentiel pour aller très loin".
Boris Tampigny de Metronews décrit l'album comme "un diamant étincelant". Dans une courte critique très positive, il exprime son admiration face à l'album "On n'avait pas entendu de telles mélodies grandioses, une telle puissance et une voix pareille depuis belle lurette chez une artiste française" et ajoutant que selon lui, "on tient là un diamant brut qui n'attend qu'à briller de mille feux". Il compare également l'artiste à Adele, Sia et même Lana Del Rey.
Dans une critique pour Charts in France, Jonathan Hamard note que l'album est un "disque sombre". Il souligne Dancing With The Devil qui selon lui est "épique" et "tout à fait représentatif de la tonalité de cet opus". Il déclare que toutes les pistes sont "aussi réussies les unes que les autres" et également selon lui, l'artiste s'est inspirée des univers d'Adele, Sia et Lana Del Rey.
Sur iTunes, l'album obtient une moyenne de 4.5 sur 5 selon les acquéreurs de l'album.

## Titres de l'album
| Édition Standard | Édition Standard                            | Édition Standard                                   | Édition Standard | Édition Standard | Édition Standard | Édition Standard | Édition Standard | Édition Standard | Édition Standard |
| No               | Titre                                       | Auteur                                             | Durée            |                  |                  |                  |                  |                  |                  |
| ---------------- | ------------------------------------------- | -------------------------------------------------- | ---------------- | ---------------- | ---------------- | ---------------- | ---------------- | ---------------- | ---------------- |
| 1.               | Homeless                                    | Marina Dalmas, Mathias Wollo, Nina Woodford        | 3:43             |                  |                  |                  |                  |                  |                  |
| 2.               | Mirror Mirror                               | Marina Dalmas, Robin Grubert, Stefan Skarbek       | 3:50             |                  |                  |                  |                  |                  |                  |
| 3.               | Dancing With The Devil                      | Marina Dalmas, Alex James, Louis Read              | 3:41             |                  |                  |                  |                  |                  |                  |
| 4.               | Sounds Like Heaven (feat. Lindsey Stirling) | Marina Dalmas, Jon Levine, Autumn Rowe             | 4:27             |                  |                  |                  |                  |                  |                  |
| 5.               | Freeze You Out                              | Sia Furler, Chris Braide                           | 4:08             |                  |                  |                  |                  |                  |                  |
| 6.               | Iron Heart                                  | Marina Dalmas, Jerrod Bettis, Autumn Rowe          | 3:47             |                  |                  |                  |                  |                  |                  |
| 7.               | Dark Star                                   | Marina Dalmas, Jamie Hartman                       | 2:48             |                  |                  |                  |                  |                  |                  |
| 8.               | Traitor                                     | Marina Dalmas, Adam Levy, Don Mescall, Tom Nichols | 2:42             |                  |                  |                  |                  |                  |                  |
| 9.               | Taken                                       | Marina Dalmas, Don Mescall, Tom Nichols            | 3:28             |                  |                  |                  |                  |                  |                  |
| 10.              | Live Before I Die                           | Marina Dalmas, Don Mescall                         | 3:31             |                  |                  |                  |                  |                  |                  |
| 11.              | The Price I've Had To Pay                   | Marina Dalmas, Adam Levy, Don Mescall              | 4:05             |                  |                  |                  |                  |                  |                  |
| 42:30            |                                             |                                                    |                  |                  |                  |                  |                  |                  |                  |

| Édition Deluxe | Édition Deluxe                                             | Édition Deluxe                              | Édition Deluxe | Édition Deluxe | Édition Deluxe | Édition Deluxe | Édition Deluxe | Édition Deluxe | Édition Deluxe |
| No             | Titre                                                      | Auteur                                      | Durée          |                |                |                |                |                |                |
| -------------- | ---------------------------------------------------------- | ------------------------------------------- | -------------- | -------------- | -------------- | -------------- | -------------- | -------------- | -------------- |
| 12.            | Feed The Wolf in Me                                        | Marina Dalmas, Don Mescall                  | 3:16           |                |                |                |                |                |                |
| 13.            | You Had Your Fun                                           | Marina Dalmas, Danny O'Reilly               | 3:36           |                |                |                |                |                |                |
| 14.            | Won't Be Here This Time                                    | Marina Dalmas, Danny O'Reilly               | 3:18           |                |                |                |                |                |                |
| 15.            | Homeless - Acoustic Version / Lame de son                  | Marina Dalmas, Mathias Wollo, Nina Woodford | 4:39           |                |                |                |                |                |                |
| 16.            | The Price I've Had To Pay - Acoustic Version / Lame de son | Marina Dalmas, Adam Levy, Don Mescall       | 4:40           |                |                |                |                |                |                |
| 17.            | Freeze You Out - Acoustic                                  | Sia Furler, Chris Braide                    | 3:38           |                |                |                |                |                |                |
| 18.            | Dark Star - Acoustic                                       | Marina Dalmas, Jamie Hartman                | 3:12           |                |                |                |                |                |                |
| 19.            | Dancing With The Devil - Epic Empire Remix                 | Marina Dalmas, Alex James, Louis Read       | 3:12           |                |                |                |                |                |                |
| 20.            | Don't You Talk About Love                                  | Marina Dalmas, Don Mescall                  | 4:29           |                |                |                |                |                |                |
| 21.            | Small Beginning                                            | Marina Dalmas, Don Mescall                  | 3:27           |                |                |                |                |                |                |
| 22.            | Mon Everest (Soprano)                                      | Soprano, Marina Dalmas                      | 4:28           |                |                |                |                |                |                |
| 85:05          |                                                            |                                             |                |                |                |                |                |                |                |

## Classements et certifications

### Classement hebdomadaire
| Classement (2015)            | Meilleure position |
| ---------------------------- | ------------------ |
| Belgique (Flandre Ultratop)  | 118                |
| Belgique (Wallonie Ultratop) | 8                  |
| France (SNEP)                | 3                  |
| Suisse (Schweizer Hitparade) | 20                 |

### Ventes et certifications
| Pays          | Ventes  | Certification |
| ------------- | ------- | ------------- |
| France (SNEP) | 300 000 | 3 × Platine   |

## Historique de sortie
| Pays     | Date             | Version                     | Format                      | Label           |
| -------- | ---------------- | --------------------------- | --------------------------- | --------------- |
| France   | 16 mai 2015      | Edition exclusive E.Leclerc | CD                          | Capitol Records |
| Belgique | 18 mai 2015      | Edition Standard            | CD,Téléchargement numérique | Capitol Records |
| France   | 18 mai 2015      | Edition Standard            | CD,Téléchargement numérique | Capitol Records |
| Suisse   | 18 mai 2015      | Edition Standard            | CD,Téléchargement numérique | Capitol Records |
| Belgique | 25 novembre 2016 | Edition Deluxe              | CD,Téléchargement numérique | Capitol Records |
| France   | 25 novembre 2016 | Edition Deluxe              | CD,Téléchargement numérique | Capitol Records |
| Suisse   | 25 novembre 2016 | Edition Deluxe              | CD,Téléchargement numérique | Capitol Records |